# Kanton Escalquens
Der Kanton Escalquens ist ein französischer Wahlkreis in den Arrondissements Muret und Toulouse, im Département Haute-Garonne und in der Region Okzitanien; sein Hauptort ist Escalquens. 
Der Kanton wurde bei der Neuordnung der Kantone 2015 gegründet.
Der Kanton besteht aus 35 Gemeinden mit insgesamt 46.947 Einwohnern (Stand: 1. Januar 2022) auf einer Gesamtfläche von 365,75 km²:
| Gemeinde                  | Einwohner 1. Januar 2022 | Fläche km² | Dichte Einw./km² | Code INSEE | Postleitzahl | Arrondissement |
| ------------------------- | ------------------------ | ---------- | ---------------- | ---------- | ------------ | -------------- |
| Aignes                    | 240                      | 21,81      | 11               | 31002      | 31550        | Toulouse       |
| Aigrefeuille              | 1.326                    | 4,62       | 287              | 31003      | 31280        | Toulouse       |
| Ayguesvives               | 2.807                    | 13,11      | 214              | 31004      | 31450        | Toulouse       |
| Auragne                   | 466                      | 13,63      | 34               | 31024      | 31190        | Muret          |
| Baziège                   | 3.590                    | 19,72      | 182              | 31048      | 31450        | Toulouse       |
| Belberaud                 | 1.528                    | 7,47       | 205              | 31057      | 31450        | Toulouse       |
| Belbèze-de-Lauragais      | 127                      | 3,71       | 34               | 31058      | 31450        | Toulouse       |
| Caignac                   | 414                      | 9,36       | 44               | 31099      | 31560        | Toulouse       |
| Calmont                   | 2.442                    | 40,27      | 61               | 31100      | 31560        | Toulouse       |
| Corronsac                 | 895                      | 6,34       | 141              | 31151      | 31450        | Toulouse       |
| Deyme                     | 1.412                    | 7,05       | 200              | 31161      | 31450        | Toulouse       |
| Donneville                | 1.138                    | 2,67       | 426              | 31162      | 31450        | Toulouse       |
| Escalquens                | 6.990                    | 8,42       | 830              | 31169      | 31750        | Toulouse       |
| Espanès                   | 278                      | 3,53       | 79               | 31171      | 31450        | Toulouse       |
| Fourquevaux               | 808                      | 10,03      | 81               | 31192      | 31450        | Toulouse       |
| Gibel                     | 388                      | 19,40      | 20               | 31220      | 31560        | Toulouse       |
| Issus                     | 657                      | 7,11       | 92               | 31240      | 31450        | Toulouse       |
| Labastide-Beauvoir        | 1.229                    | 10,20      | 120              | 31249      | 31450        | Toulouse       |
| Lauzerville               | 1.606                    | 3,46       | 464              | 31284      | 31650        | Toulouse       |
| Mauvaisin                 | 221                      | 11,05      | 20               | 31332      | 31190        | Toulouse       |
| Monestrol                 | 53                       | 5,23       | 10               | 31354      | 31560        | Toulouse       |
| Montbrun-Lauragais        | 711                      | 10,92      | 65               | 31366      | 31450        | Toulouse       |
| Montgeard                 | 555                      | 9,32       | 60               | 31380      | 31560        | Toulouse       |
| Montgiscard               | 2.586                    | 13,16      | 197              | 31381      | 31450        | Toulouse       |
| Montlaur                  | 1.791                    | 9,61       | 186              | 31384      | 31450        | Toulouse       |
| Nailloux                  | 4.146                    | 18,55      | 224              | 31396      | 31560        | Toulouse       |
| Noueilles                 | 389                      | 5,51       | 71               | 31401      | 31450        | Toulouse       |
| Odars                     | 920                      | 6,65       | 138              | 31402      | 31450        | Toulouse       |
| Pompertuzat               | 2.203                    | 5,44       | 405              | 31429      | 31450        | Toulouse       |
| Pouze                     | 87                       | 3,82       | 23               | 31437      | 31450        | Toulouse       |
| Préserville               | 765                      | 12,19      | 63               | 31439      | 31570        | Toulouse       |
| Sainte-Foy-d’Aigrefeuille | 2.512                    | 9,68       | 260              | 31480      | 31570        | Toulouse       |
| Saint-Léon                | 1.284                    | 24,21      | 53               | 31495      | 31560        | Toulouse       |
| Seyre                     | 127                      | 3,89       | 33               | 31546      | 31560        | Toulouse       |
| Varennes                  | 256                      | 4,61       | 56               | 31568      | 31450        | Toulouse       |
| Kanton Escalquens         | 46.947                   | 365,75     | 128              | 3107       | –            | –              |